# 연천노곡초등학교
연천노곡초등학교는 대한민국 경기도 연천군에 있는 공립 초등학교이다.

## 학교 연혁
- 1954년 4월 1일 적성국민학교 노곡분실
- 1958년 4월 1일 적성국민학교 노곡분교장
- 1961년 3월 1일 백학국민학교 노곡분교장
- 1961년 4월 1일 노곡국민학교로 개교
- 1982년 10월 2일 관악합주부 창설
- 1996년 3월 1일 연천노곡초등학교 개칭
- 2015년 2월 13일 제54회 졸업식(남 8명, 여 3명 총 11명, 졸업생: 1535명)
- 2015년 3월 1일 혁신학교 재지정
- 2015년 3월 2일 7학급(특수학급 포함, 남 31명, 여 32명, 총63명)
- 2015년 4월 1일 개교 60주년
- 2019년 6월15일 경기도 청소년 관악제 14회 최우수상 수상
- 2019년 7월17일 연천 스포츠클럽 어울마당 대회(8자 줄넘기) 우승